# Domenico Tibaldi

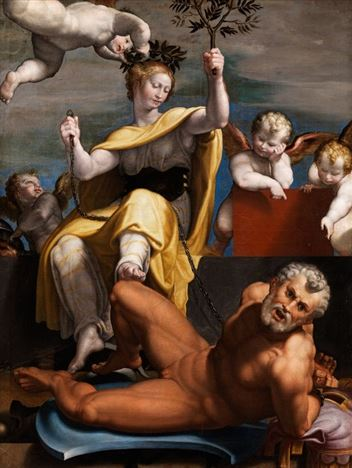
Domenico Tibaldi, Allegorie vom Frieden, der den Krieg besiegt

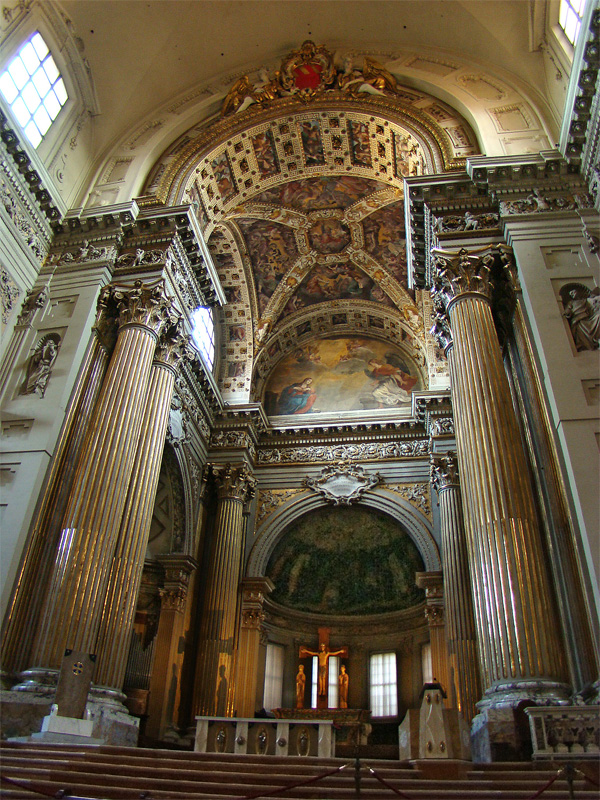
Domenico Tibaldi, Hauptkapelle der Kathedrale San Pietro, Bologna

Domenico Tibaldi (* 1541 in Bologna; † 1583 ebenda) war ein italienischer Architekt, Maler und Kupferstecher des Manierismus.

## Leben
Domenico Tibaldi war das zweite von fünf Kindern von Tibaldo Tibaldi (1503–1563) aus Puria, Baumeister und Architekt in Bologna, und Bruder von Pellegrino. Für das spanische Kollegium schuf Domenico 1570 die Fresken für ein Gewölbe in der Kirche und entwarf 1579 die Eisenornamente der Zisterne. Von seinen Gemälden sind lediglich erhalten: Vier Geschichten von Paulus von Tarsus, die 1565 in Öl auf die Türen eines Schranks in der Sakristei der Kirche San Michele in Bosco gemalt wurden, sowie drei Gemälde, die Allegorie des Friedens (beschrieben im testamentarischen Inventar seiner Besitztümer: Archivio di Stato di Bologna, Notarile, Camillo Bonasoni, 21. Januar 1583), die Heilige Familie und die Heiligen Katharina und Paulus. Ab 1573 arbeitete Domenico für die Cassiner Benediktiner des Klosters Sankt Proculus. Hier fügte er dem Kirchenschiff den neuen Chor mit rundem Grundriss hinzu, der von einem Gewölbe mit Graten und Segeln bedeckt war (1573–1579), und baute den Kreuzgang des Domherrensaals (1577–1786).
Zu seinen wichtigsten architektonischen Schöpfungen gehören der Beginn der Renovierung der Kathedrale von Bologna mit dem Bau der Hauptkapelle; die Tribüne wird vollständig vom Presbyterium eingenommen, das sich einige Stufen über dem Rest der Kirche erhebt und in einen quadratischen Körper gegliedert ist, der mit einem Kreuzgewölbe bedeckt ist, das sich mit zwei Apsiden, eine auf jeder Seite, und der eigentlichen halbrunden Apsis, öffnet. Über dem kolossalen Triumphbogen halten zwei Engel das Wappen von Papst Gregor XV., dann Tibaldi realisierte den Innenhof des nahe gelegenen Palazzo dell’Arcivescovado (1575) im Auftrag von Kardinal Gabriele Paleotti, den Palazzo Magnani (1576–1587), heute Sitz der Unicredit, und den Palazzo Mattei (1578). 
Als öffentliche Gebäude realisierte er den Palazzo della Gabella Nuova (1574), der zur Erhebung von Zollgebühren zur Finanzierung des Studio Bolognese (der späteren Universität Bologna) diente.
Als Kupferstecher ist seine Zusammenarbeit mit zeitgenössischen Künstlern bekannt, darunter Agostino Carracci, der in seiner Werkstatt in die Lehre ging (1578–1781). Er stach Transpositionen von architektonischen Themen: der Palast von Alfonso II. d’Este in Ferrara (1566) nach einer Zeichnung von Galasso Alghisi und der Neptunbrunnen in Bologna (1570) nach einer Zeichnung von Tommaso Laureti, oder malerischen Themen von Orazio Samacchini, Parmigianino, Tizian, Girolamo Muziano, Bartolomeo Passerotti, Denys Calvaert, Lorenzo Sabatini, Baldassare Peruzzi, unter denen das allegorische Porträt von Papst Gregor XIII. (1572) nach einer Erfindung von Bartolomeo Passerotti hervorsticht.
Nach seinem Tod in jungen Jahren wurde er in der Kirche der Annunziata in Bologna beigesetzt. Domenico war eine der wichtigsten Persönlichkeiten des Bologneser Manierismus. Sein Werk wurde hauptsächlich von seinem Bruder Pellegrino und Vignola beeinflusst.